# 金澤徹
金澤 徹（かなざわ とおる、1995年12月26日 - ）は、元ラグビーユニオンの選手。

## プロフィール
- 東京都世田谷区出身[1]。
- ポジションはウィング(WTB)、フルバック(FB)。
- 身長 178cm、体重 80kg。
- 7人制日本代表に選ばれたことがある[2]。

## 略歴
小学5年生からラグビーを始めた。
慶應義塾幼稚舎、慶應義塾普通部を経て、2014年に慶應義塾高等学校を卒業後、慶應義塾大学商学部に入学。
2018年、慶應義塾大学を卒業後、ハーキュリーズに加入。
2020年、清水建設ブルーシャークス（現・清水建設江東ブルーシャークス）に加入。2024年5月退団。

## 受賞歴

### リーグワン
- 2023-24ベストラインブレイカー(DIVISION 3)